# 貝穆德斯市

貝穆德斯市（西班牙語：Municipio Bermúdez），是委內瑞拉的一個市，位於該國北部蘇克雷州，首府設於卡魯帕諾，面積203平方公里，2011年人口165,675，人口密度每平方公里820人。